# 1937 în artă
← 1934 în artă — 1935 în artă — 1936 în artă ——  1937 în artă  —— 1938 în artă — 1939 în artă — 1949 în artă →
1937 în artă implică o serie de evenimente:

## Premii
- Archibald Prize —

## Decese
- 13 martie 1937 – Decesul artistului plastic Arnold Wiltz, (Rudolf Arnold Wiltz, născut la 18 iunie 1889, la Berlin), pictor american, puternic individualizat, asociat, ca stil de expresie vizuală, ambelor mișcări artistice ale precizionismului și suprarealismului, iar, după unii critici, asociat și curentului artistic al epocii Republicii de la Weimar, cunoscut ca Noua Obiectivitate.

## Galerie (lucrări din 1937)

Lucrări reprezentative
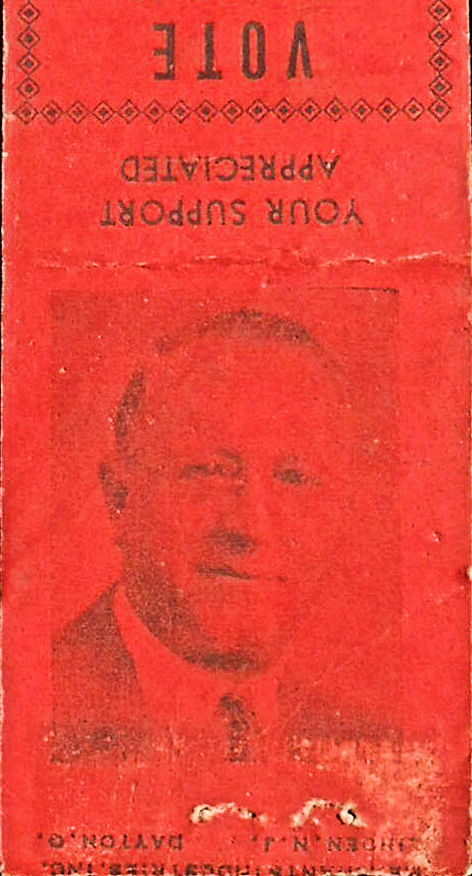
1937 — autor necunoscut - Poster pentru o campanie de ocupare a poziției de consilier pentru George M Sacks - Allentown PA
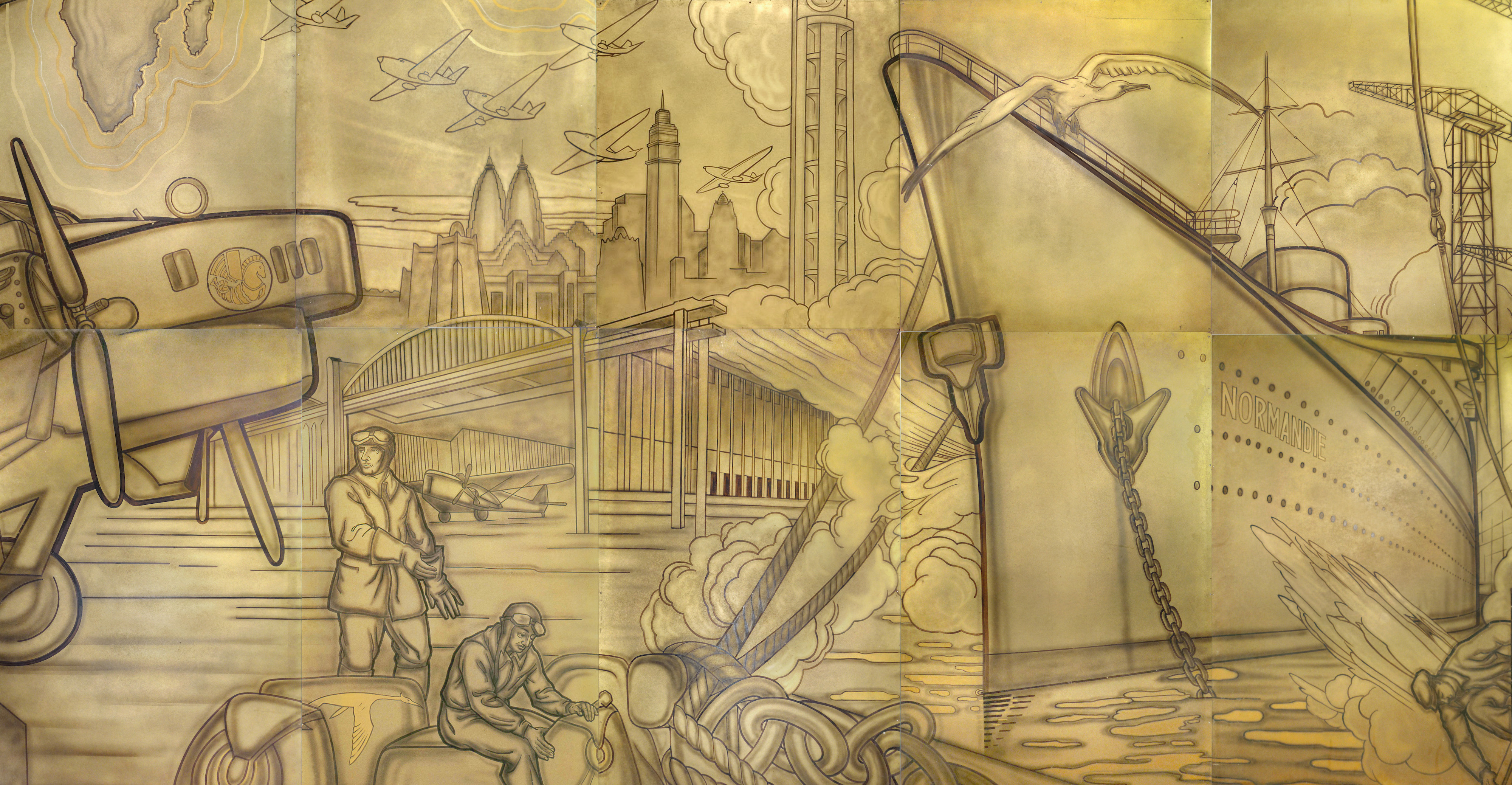
1937 — Gaston Suisse (1896 – 1988) - WikiData:Q3099158 — Aviatori în Normandia - (în neerlandeză Normandieet aviateurs) – fotograf, Dominique Suisse
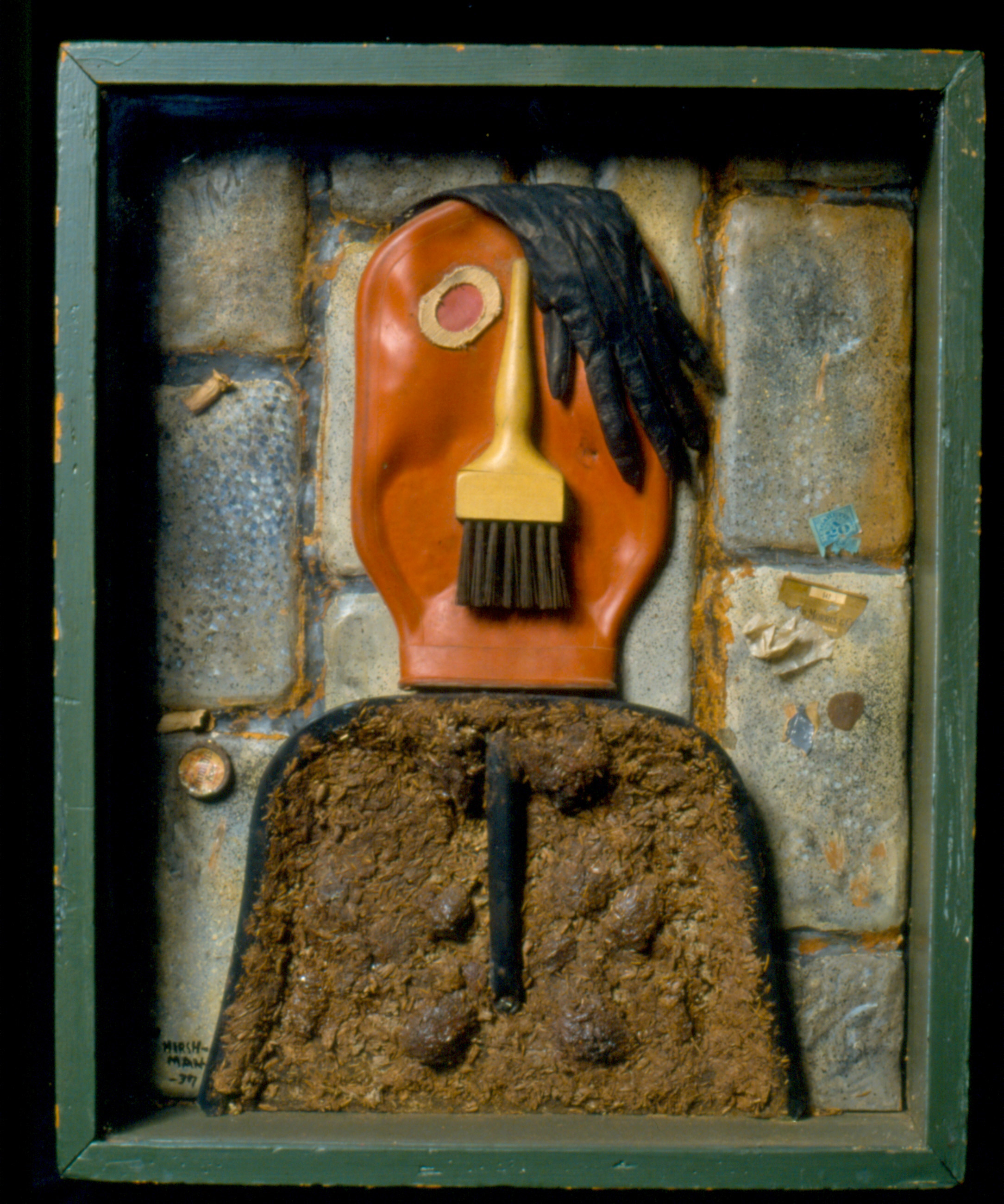
Louis P. Hirshman – Caricatură a lui Adolf Hitler în 1937